# Sturmia rasella
Sturmia rasella là một loài ruồi trong họ Tachinidae.